# Canoinhas
Canoinhas é um município brasileiro localizado na região do Planalto Norte do estado de Santa Catarina que se autodeclara "capital mundial da erva-mate".

## História
Canoinhas foi fundada em 1888 como Santa Cruz de Canoinhas. Tornou-se distrito em 6 de dezembro de 1902 e, separada de Curitibanos em 12 de setembro de 1911, foi o centro da Guerra do Contestado entre 1912 e 1916. Por volta de 1930, um ramal ferroviário, implantado para uni-la ao distrito de Marcílio Dias, integrou a cidade à Estrada de Ferro São Paulo-Rio Grande e ao porto de São Francisco do Sul, provocando uma grande revolução na economia local.
A variedade étnica vem desde o início da história do município, que atraiu imigrantes alemães, poloneses, italianos e ucranianos por causa da Erva-mate, no início do século passado.
De acordo com o historiador Fernando Tokarski (2002), um dos assuntos mais polêmicos diz respeito ao topônimo ‘Santa Cruz de Canoinhas’, tido como a primeira denominação do lugar. Na verdade, o primeiro nome do lugar era mesmo apenas ‘Canoinhas’, apropriado do rio que lhe empresta essa designação.
O nome Santa Cruz de Canoinhas só apareceu após 1896 quando, segundo a tradição, o fundador Francisco de Paula Pereira, na presença do padre jesuíta João Maria Cybeo, ergueu uma cruz no ponto mais alto e mais próximo ao povoado, originando, então, a capela do lugar.

## Geografia
Localiza-se a uma latitude 26°10'38" sul e a uma longitude 50°23'24" oeste e sua área é de 1.148,036km². Está em uma altitude de 839 metros e situa-se no planalto norte do estado de Santa Catarina.

### Bairros de Canoinhas
- Água Verde
- Alto Frigorifico
- Alto da Tijuca
- Alto das Palmeiras
- Boa Vista
- Campo d'Água Verde
- Centro
- Industrial Getúlio Vargas n°1
- Industrial Dom Pedro nº2
- Jardim Esperança
- Piedade
- Sossego
- Vila Fucke
- Tricolin

### Principais localidades rurais
- Arroios
- Alto dos Pinheiros
- Barra Mansa
- Bonetes
- Campo do Trigo
- Campo dos Pontes
- Caraguatá
- Cerrito
- Colônia Bonetes
- Contenda
- Encruzilhada
- Erval Bonito
- Fartura
- Felipe Schmidt
- Lajeado
- Marcílio Dias
- Paciência dos Neves
- Parado
- Paula Pereira
- Pinheiros
- Rio da Areia do Meio
- Rio da Areia de Baixo
- Rio dos Pardos
- Rio do Pinho
- Rio belo
- Salseiro
- Salto do Água Verde
- Santa Emídia
- Santa Leocádia
- Santinha
- Santo Antônio dos Wosgrau
- Serra das Mortes
- Serra Negra
- Taquarizal
- Taunay
- Valinhos

### Solos e relevo
O relevo de Canoinhas é constituído de um planalto de superfícies planas, onduladas e montanhosas com denudação periférica. O solo apresenta média e boa fertilidade em relevos praticamente planos margeando rios ou locais de depressão. A textura é argilosa. Este solo apresenta viabilidade no manejo com restrições em determinadas áreas.

### Recursos hídricos
Quanto à hidrografia, o município é banhado pelas bacias dos rios Iguaçu e Negro. Desses, os principais afluentes são: o Paciência e o Canoinhas. O rio Tamanduá ocorre nos limites com Timbó Grande. Há, também, tributários menores como o do Alemão, Água Verde, dos Pardos, dos Poços, Fortuna, Preto, Timbozinho, da Areia, Santo Antônio e Arroio Grande.

### Vegetação
A vegetação predominante é a de araucária, embora grande parte dessa espécie tenha sido dizimada pelo extrativismo florestal. Segundo Reinhard Maack (1950) a região é classificada como Floresta ombrófila mista (floresta com araucária), com Floresta ombrófila mista aluvial nas suas planícies, Floresta ombrófila mista montana (500 - 1.000m s.n.m.) e Floresta ombrófila mista altomontana (acima de 1000m s.n.m.). Nos sub-bosques predomina a erva-mate, historicamente responsável por uma das maiores riquezas econômicas do município.

### Temperatura
No Inverno, Canoinhas amanhece envolta em névoa e com seus campos cobertos de geada. Em alguns invernos, a cidade já foi datada com as médias mais baixas do país. A menor temperatura registrada na cidade foi de -12°C, no dia 7 de agosto de 1963. Uma das menores temperaturas já registradas no Brasil.

## Demografia
Sua população, conforme estimativas do IBGE de 2022, era de 55 016 habitantes.

## Economia
A economia do município está principalmente relacionada ao agronegócio. A madeira já foi a principal atividade econômica do município até os anos 1970. Sem estradas asfaltadas na época, Canoinhas encontrava-se ilhada dos demais centros econômicos, principalmente em períodos de chuvas.
Com a pavimentação da rodovia BR-280, houve uma expansão considerável na sua economia, em fins dos anos 1980, advinda daí a instalação da Universidade do Contestado, fator que tornou a cidade um polo educacional.
O cultivo da Erva-mate (llex paraguariensis) também é considerado um destaque econômico da região, sendo que Canoinhas continua no posto de capital catarinense da erva-mate, segundo a pesquisa de Produção da Extração Vegetal e Silvicutura (PEVS) de 2014, com um rendimento médio de 9.000 quilogramas por hectare.

## Canoinhenses ilustres
- Carlos Hugo Wolff von Graffen - político e empresário.